# Aucaleuc
Aucaleuc is een gemeente in het Franse departement Côtes-d'Armor (regio Bretagne) en telt 825 inwoners (2004). De plaats maakt deel uit van het arrondissement Dinan.

## Geografie
De oppervlakte van Aucaleuc bedraagt 6,4 km², de bevolkingsdichtheid is 128,9 inwoners per km².
De onderstaande kaart toont de ligging van Aucaleuc met de belangrijkste infrastructuur en aangrenzende gemeenten.

## Demografie
Onderstaande figuur toont het verloop van het inwonertal (bron: INSEE-tellingen).

1. ↑  Populations de référence 2022.